# Новониколаевка (посёлок, Волновахский район)
Новоникола́евка (укр. Новомиколаївка) — посёлок в Волновахском районе Донецкой области Украины. Находится под контролем самопровозглашённой Донецкой Народной Республики.

## География
В Донецкой области имеется ещё 5 одноимённых населённых пунктов, в том числе одно село Новониколаевка (к югу от Хлебодаровки) в том же Волновахском районе, село Новониколаевка в Шахтёрском районе.

#### Соседние населённые пункты по странам света
С: Луганское, город Донецк
СЗ: —
СВ: Доля
З: Сигнальное
В: Малиновое, Червоное, Андреевка
ЮЗ: Оленовка, Ясное
ЮВ: Молодёжное, Любовка
Ю: Петровское, город Докучаевск

## Население
Население по переписи 2001 года составляло 49 человек.

## Общие сведения
Почтовый индекс — 85710. Телефонный код — 6244. Код КОАТУУ — 1421557103.

## Местный совет
85710, Донецкая обл., Волновахский р-н, пгт. Оленовка, ул. Ленина, 11